# Tic tac toe (poker)
Il tic tac toe è una specialità del poker a carte comunitarie; poco diffuso nei casinò e nelle competizioni sportive, il tic tac toe è per lo più giocato in casa.
Le regole sono simili al Texas hold 'em se non per il board, ossia il set di carte comunitarie. Dopo il primo giro di scommesse il mazziere dispone, in modo verticale tre carte, così per ogni giro di scommessa, tale che alla fine vi sia un quadrato 3x3, come nell'omonimo gioco tris, detto appunto nei paesi anglosassoni tic tac toe. Quindi, fatto l'ultimo giro di scommesse, vi è lo showdown nel quale ogni giocatore può legare il punto utilizzando le sue due carte private coperte con tre delle carte comunitarie con i seguenti criteri, identici al tris:
- si possono utilizzare tre carte a colonna;
- tre carte orizzontali o
- tre carte in diagonale.